# Heliconius staudingeri
Heliconius staudingeri är en fjärilsart som beskrevs av Gustav Weymer 1893. Heliconius staudingeri ingår i släktet Heliconius och familjen praktfjärilar. Inga underarter finns listade i Catalogue of Life.